# Chlebnice
Chlebnice és un poble i municipi d'Eslovàquia que es troba a la regió de Žilina, al centre-nord del país.

## Història
La primera menció escrita del poble data del 1564, amb el nom de Chlewnica. El 1598 ja s'hi calculaven 18 cases. El 1604 i el 1605 l'exèrcit dels Habsburg destruí la vila. El 1754, a causa d'un incendi, la majoria de cases quedaren destruïdes. El 1778 hi vivien 526 persones, el 1828 augmentaren a 1.035, i ja hi havia més de 150 cases. Després de 3 anys uns 108 vilatans moriren de còlera, epidèmia que es repetí el 1873. Segons el cens del 1910 a Chlebnice hi vivien 1.071 persones (majoritàriament eslovacs). Fins al Tractat del Trianon Chlebnice pertanyia al Regne d'Hongria, dins del comtat d'Árva; després passà sota administració de Txecoslovàquia, i finalment el 1993 a Eslovàquia.

## Demografia
| Godina             | 1994 | 2004   | 2014   | 2024   |
| ------------------ | ---- | ------ | ------ | ------ |
| Nombre de persones | 1479 | 1598   | 1612   | 1619   |
| Diferència         |      | +8,04% | +0,87% | +0,43% |

| Godina             | 2023 | 2024   |
| ------------------ | ---- | ------ |
| Nombre de persones | 1622 | 1619   |
| Diferència         |      | −0,18% |

## Viles agermanades
- Gmina Słopnice, Polònia